# Докембрий
Доке́мбрий (то есть предшествовавший ке́мбрию), также криптозо́й (от др.-греч. κρυπτός (kryptós) — «скрытный» и ζωή (zoe) — «жизнь»), — самая ранняя часть геологической истории Земли, предшествовавшая началу кембрийского периода (около 538,8 млн лет назад), когда возникла масса организмов, оставляющих ископаемые остатки в осадочных породах (что положило начало нынешнему геологическому эону — фанерозою).
В геохронологической шкале докембрий имеет неформальный статус и называется «суперэоном», группирующим три его составляющих эона: катархей, архей и протерозой.

## Описание
На докембрий приходится более четырёх миллиардов лет — более 88 % длительности геологической истории Земли.
Первоначально докембрий называли азойской (безжизненной) эрой, что оказалось неверным, так как жизнь возникла как раз в докембрии.
Интенсивное изучение геологической истории докембрия началось в конце XX века, в связи с появлением мощных методов изотопной геохронологии.
Стратиграфическое деление докембрия было предметом многочисленных споров. С 1978 года в СССР докембрий делили на протерозой и архей. В 1990-х годах Стратиграфической комиссией была принята единая временная шкала докембрия, однако она вызывает много споров.
Первичная земная кора, возникшая из остывающего мантийного расплава, имела океанический тип строения — состояла из базальтового слоя. Температура поверхности новорождённой Земли превышала +100  °C, и вода некоторое время в парообразном состоянии формировала атмосферу. Остывание Земли вызвало конденсацию паров в атмосфере, что привело к формированию первичной гидросферы. Возникает первичный океан Мировия, менее глубокий, чем современный мировой океан. Первые в истории Земли граниты образовали гранитоидные купола — овальные структуры диаметром до 100 км (эти купола позднее стали ядрами древних платформ). Поверхность куполов являла собой небольшие и низкие участки суши, разделённые океанами — мелководными бассейнами с пологими бортами. 3,5—2,5 миллиарда лет назад появилась первая Пангея (др.-греч. Πανγαῖα «всеземля»).
При более дифференцированном подходе образование и дрейф континентов докембрия описывается следующим образом. В начале был континент Ваальбара, потом после первого оледенения (2,9—2,7 млрд лет назад) он раскололся на Ур, Колумбию и Атлантику. Затем континенты вновь сошлись в Родинию (от 1 млрд до 750 млн лет назад). В это время Земля пережила второе оледенение. Этот суперконтинент распался на прото-Лавразию и прото-Гондвану. В конце докембрия на Земле вновь существовал один континент Паннотия.
Органическая жизнь была сосредоточена в прибрежной мелководной, хорошо освещённой, экологически оптимальной полосе морей. В этих условиях значительное развитие получили строматолиты (продукт жизнедеятельности бактерий), некоторые виды водорослей (Grypania spiralis) и беспозвоночных животных (цикломедузы). Докембрийские массивы суши, лишённые растительности, возвышались над морскими пространствами в виде оголённых, обширных скалистых островов.

## Органический мир

### Катархей
В современной геохронологической шкале он не разделён на эры и периоды. После архейского эпизода расплавления верхней мантии и её перегрева с возникновением магматического океана вся первозданная поверхность Земли, вместе с её первичной и изначально плотной литосферой, очень быстро погрузилась в расплавы верхней мантии. Этим объясняется отсутствие катархея в геологической летописи. Земля сразу после своего образования была сравнительно холодным космическим телом — температура в её недрах нигде не превышала температуру плавления вещества. Она имела достаточно однородный состав, не существовало ни ядра, ни земной коры.

### Архей
Органические остатки в архейских отложениях почти не встречаются, однако из этого не следует, что животные и растения в архейском эоне вообще не существовали. Считается, что в архее, по крайней мере в завершающие периоды, на земном шаре уже обитали одноклеточные, а возможно даже и многоклеточные организмы, не имевшие минерального скелета, который мог бы сохраниться в ископаемом состоянии.
Архей разделён на четыре эры (от наиболее поздней до наиболее ранней): неоархей (2,8—2,5 млрд лет назад); мезоархей (3,2—2,8 млрд лет назад); палеоархей (3,6—3,2 млрд лет назад); эоархей (4,031—3,6 млрд лет назад).

### Протерозой
В протерозойских отложениях органические остатки встречаются намного чаще, чем в архейских. Они представлены известковыми выделениями синезелёных водорослей, ходами червей, остатками кишечнополостных. Кроме известковых водорослей, к числу древнейших растительных остатков относятся скопления графито-углистого вещества, образовавшегося в результате разложения Corycium enigmaticum. В кремнистых сланцах железорудной формации Канады найдены нитевидные водоросли, грибные нити и формы, близкие современным кокколитофоридам. В железистых кварцитах Северной Америки и Сибири обнаружены железистые продукты жизнедеятельности бактерий.
Протерозой делится на 3 эры: палеопротерозой; мезопротерозой; неопротерозой.

## Учёные-докембристы
В течение длительного времени единственным в мире специализированным научным учреждением по изучению докембрия был созданный в Ленинграде в 1967 году на базе Лаборатории геологии и геохронологии докембрия АН СССР Институт геологии и геохронологии докембрия (ИГГД). Основателями института, чьи исследования легли в основу изучения докембрия, были А. А. Полканов, Э. К. Герлинг, С. В. Обручев, Н. А. Елисеев, В. А. Николаев, Н. Г. Судовиков, К. О. Кратц, Д. А. Тимофеев.
Также ведущая роль в выделении и разработке стратиграфии рифея и венда принадлежит советским учёным-академикам Н. С. Шатскому, Б. С. Соколову и другим.

## Ведущие лаборатории в России
В России работает много специализированных лабораторий, изучающих различные вопросы геологии докембрия. Они входят в сеть институтов Российской академии наук и Федерального агентства по недропользованию (Роснедр).
| Институт                                                                            | Город           | Лаборатория                                                                                   | Основана    | Заведующий лабораторией         |
| ----------------------------------------------------------------------------------- | --------------- | --------------------------------------------------------------------------------------------- | ----------- | ------------------------------- |
| Институт геологии и геохронологии докембрия РАН                                     | Санкт-Петербург | Лаборатория геологии и геодинамики                                                            |             | Александр Борисович Варевский   |
| Институт геологии и геохронологии докембрия РАН                                     | Санкт-Петербург | Лаборатория флюидных процессов                                                                |             | Сергей Алексеевич Бушмин        |
| Институт геологии и геохронологии докембрия РАН                                     | Санкт-Петербург | Лаборатория петро- и рудогенеза                                                               | 2018        | Шаукет Каимович Балтыбаев       |
| Институт геологии и геохронологии докембрия РАН                                     | Санкт-Петербург | Лаборатория геохронологии и геохимии изотопов                                                 |             | Лев Константинович Левский      |
| Институт геологии и геохронологии докембрия РАН                                     | Санкт-Петербург | Лаборатория изотопной геологии                                                                |             | Александр Борисович Котов       |
| Институт геологии и геохронологии докембрия РАН                                     | Санкт-Петербург | Лаборатория изотопной хемостратиграфии и геохронологии осадочных пород                        | 2002        | Антон Борисович Кузнецов        |
| Институт геологии и геохронологии докембрия РАН                                     | Санкт-Петербург | Лаборатория литологии и биостратиграфии                                                       |             | Подковыров Виктор Николаевич    |
| Институт геологии и геохронологии докембрия РАН                                     | Санкт-Петербург | Лаборатория металлогении и рудогенеза                                                         | 1985        | Станислав Иванович Турченко     |
| Геологический институт РАН                                                          | Москва          | Лаборатория стратиграфии верхнего докембрия                                                   | 1965        | Пётр Юрьевич Петров             |
| Геологический институт РАН                                                          | Москва          | Лаборатория геодинамики позднего докембрия и фанерозоя                                        |             | Андрей Алексеевич Третьяков     |
| Палеонтологический институт РАН                                                     | Москва          | Лаборатория докембрийский организмов                                                          | 1977        | Михаил Александрович Федонкин   |
| Институт геологии КарНЦ РАН                                                         | Петрозаводск    | Музей геологии докембрия                                                                      | 18 мая 1961 | Олег Борисович Лавров           |
| Институт геологии КарНЦ РАН                                                         | Петрозаводск    | Лаборатория геологии и геодинамики докембрия                                                  | 1961        | Александр Иванович Слабунов     |
| Институт нефтегазовой геологии и геофизики им. А. А. Трофимука СО РАН               | Новосибирск     | Лаборатория палеонтологии и стратиграфии докембрия                                            | 1963        | Дмитрий Владимирович Гражданкин |
| Всероссийский научно-исследовательский геологический институт им. А. П. Карпинского | Санкт-Петербург | Сектор геологии докембрия отдела региональной геологии и полезных ископаемых Западных районов |             | Валерий Алексеевич Крупеник     |